# 宗
宗（そう）は、漢姓の一つ。

## 中国の姓
2020年の中華人民共和国の統計では人数順の上位100姓に入っておらず、台湾の2018年の統計では225番目に多い姓で、1,485人がいる。

### 著名な人物
- 宗沢-南宋の軍人。
- 宗華（中国語版）-1970年代の台湾の映画スター。
- 宗才怡（中国語版）-企業家、台湾円山飯店董事長。
- 宗毓華（中国語版）-華裔女性キャスター。
- 宗慶後-浙江娃哈哈集団有限公司董事長。

## 朝鮮の姓
宗（そう、チョン、朝: 종）は、朝鮮人の姓の一つである。  

### 氏族
宗氏は中国周の大夫宗伯の後裔だという。《三国史記》《高麗史》などには宗姓の人物が見えるが、今日の宗氏との関連は分からない。
| 氏族（地域） | 創始者 | 割合 (%) （2000年） |
| ------------ | ------ | ------------------- |
| 臨津宗氏     |        |                     |
| 通津宗氏     |        |                     |
| 毛押宗氏     |        |                     |
| 泥波宗氏     |        |                     |
| 仁義宗氏     |        |                     |
| 黄原宗氏     |        |                     |

2015年の韓国の調査によると、全州宗氏は6人がいる。これは韓国の宗氏の全員である。

### 人口と割合
1930年度国勢調査当時には3世帯が黄海道瑞興・谷山地方にあった。当時黄海道瑞興郡九圃面新塘里に住んでいた宗慶喆によれば、彼が3歳の時平南中和郡から移住して来たと言う。
| 年度   | 人口  | 世帯数 | 順位         | 割合 |
| ------ | ----- | ------ | ------------ | ---- |
| 1930年 |       | 3世帯  |              |      |
| 1960年 |       |        | 258姓中179位 |      |
| 1985年 | 133人 | 26世帯 | 274姓中223位 |      |
| 2000年 |       |        |              |      |
| 2015年 | 6人   |        |              |      |

## 日本の姓
- 宗氏（対馬領主、華族の伯爵家）
- 宗兄弟（宗茂・宗猛）